# Aluizio Afonso Campos
Aluizio Afonso Campos (Campina Grande, 8 de dezembro de 1914 – Campina Grande, 16 de junho de 2002) foi um pecuarista, advogado e político brasileiro.

## Biografia
Filho de Afonso Rodrigues de Sousa Campos e de Porfíria Montenegro Campos, bacharelou-se em ciências jurídicas e sociais pela Faculdade de Direito do Recife.
Sua estreia como político foi em 1934, elegendo-se deputado estadual pelo Partido Progressista da Paraíba (PP), liderado por José Américo de Almeida. Exerceu o mandato até novembro de 1937, quando o Estado Novo de Getúlio Vargas extinguiu os partidos políticos que até então vigoravam.
Com a saída de Vargas, em 1945, voltou à ativa pelo recém-criado PSB, pelo qual se elege novamente deputado estadual no pleito suplementar realizado em 1951. Ao ser nomeado para uma diretoria do Banco do Nordeste, não disputa a reeleição em 1954. Em 1959, torna-se secretário executivo do Conselho de Desenvolvimento do Nordeste (Codeno) e cursou na Escola Superior de Guerra. Com a criação da SUDENE, em dezembro, virou consultor jurídico e membro do conselho deliberativo. Deixou o órgão em 1964, com a eclosão do movimento que depôs o então presidente João Goulart.
Em 1965, com a promulgação do AI-2, que instituiu o bipartidarismo, Aluizio Campos filia-se à ARENA, partido que daria sustentação ao regime militar. Na eleição disputada no ano seguinte, disputa uma vaga no Senado com Rui Carneiro, que sai vitorioso. Em 1967, deixa a diretoria do Banco do Nordeste e, em 1974, é novamente derrotado na eleição para o Senado.
Após a redemocratização e a criação de novos partidos, Aluizio filia-se ao Partido Popular, de Tancredo Neves. Com a fusão entre PP e PMDB, muda-se para este último.
Concorrendo a uma vaga de deputado federal em 1982, elege-se com 35.549 votos. Empossado em 1983, virou membro titular da Comissão de Constituição, Justiça e suplente da Comissão do Interior da Câmara dos Deputados. Na sessão da Câmara dos Deputados que votava a proposta de Emenda Constitucional feita por Dante de Oliveira (PMDB-MT), Aluizio foi um dos que votaram favoravelmente, porém a Emenda que restabeleceria as eleições diretas para presidente não foi aprovada. Também votou em Tancredo Neves na eleição presidencial de 1985, ano em que foi eleito presidente da Comissão de Constituição e Justiça, função que exerceria por quase 2 anos.
Reelegeu-se em 1986 para o seu último mandato eletivo, angariando 26.911 votos. Em 1990, decide não concorrer novamente à reeleição e encerra sua carreira política.
Casado com Inalda Lobo Campos, Aluizio faleceu em 16 de junho de 2002, aos 87 anos. O patrimônio do ex-deputado foi deixado em testamento para a Fundação FURNE. Sua casa, no bairro do Ligeiro, próximo a Queimadas, foi transformada num memorial que preservou o mobiliário original, os livros e as referências pessoais, visando proporcionar estudos e trabalhos de preservação das memórias da família Campos.